# Order Skrzydła Świętego Michała

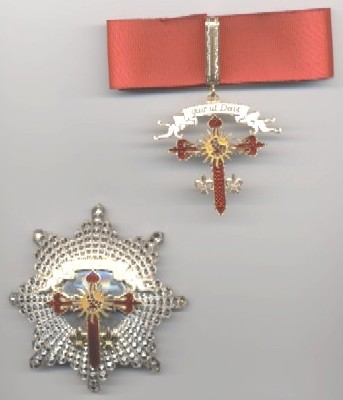
Insygnia komandorii orderu

Order Skrzydła Świętego Michała (łac. Ordo Equitum S. Michaelis siva de Ala, por. Ordem da Asa de São Miguel) – pierwotnie zakon rycerski założony w 1171 roku w czasie panowania króla Portugalii Alfonsa I, później przekształcony w order i jako taki jest najstarszym odznaczeniem portugalskim. Obecnie dynastyczny order dynastii królewskiej Braganza, którego głowa – książę Duarte Pio nie jest wielkim mistrzem ani suwerenem, lecz patronem, w przeciwieństwie do dwóch pozostałych domowych orderów (Niepokalanego Poczęcia z Vila Viçosa i Świętej Elżbiety).

## Historia

### W średniowieczu
Pierwszą grupę braci-rycerzy stanowili członkowie zakonu Santiago z León, którzy pomogli pierwszemu królowi Portugalii wygrać bitwę z Maurami pod Santarém. Oddawali oni szczególną cześć św. Michałowi Archaniołowi, który stał się ich patronem, a wiązało się to z widokiem czerwonego warkocza przelatującej komety na tle tarczy słonecznej, widzianej podczas zwycięskiej dla nich bitwy. Widok ten utożsamiali z ognistym skrzydłem św. Michała Archanioła. Kometa była dla nich symbolem opieki boskiej, dobrą wróżbą oraz widzialnym przejawem patronatu św. Michała.
Order znajdował się pod przewodnictwem duchowym opactwa cysterskiego w Alcobaça. Kwatera główna orderu mieściła się w Porto w Portugalii. Początkowo występował jako Rycerskie Skrzydło św. Michała w Zakonie św. Jakuba od Miecza (Santiago), co tłumaczy też fakt, że jego członkowie używali jako swojego symbolu krzyża Santiago, wzbogaconego o obraz skrzydła anielskiego otoczonego złotymi promieniami słońca. Taki też symbol nosili oni na swoich białych płaszczach.
W 1191 roku powstała gałąź hiszpańska orderu utworzona na bazie rycerzy, którzy powrócili z Portugalii do Leónu i otrzymali od króla Leónu nadanie w postaci 5 wiosek (Trujillo, Santa Cruz, Zuferola, Lianoba i Albalá). Gałąź ta utrzymała się jednak tylko przez 5 lat, w 1196 roku została bowiem włączona do orderu Kalatrawy.

### W epoce nowożytnej
Pierwsze statuty Orderu Skrzydła św. Michała zostały opublikowane przez cystersów w 1630 roku. Order przechodził podobną drogę jak inne zakony rycerskie w Portugalii. Został włączony do korony portugalskiej, a w 1834 roku zlikwidowany w Portugalii, wraz z wygnaniem przez królową Marię II króla Michała I oraz cystersów i pozostałych zakonów rycerskich. Michał I dostał pozwolenie od papieża Grzegorza XVI na przywrócenie zakonu na wygnaniu w 1848. Już 1859 wszelkie tajne zakony (nie tylko katolickie), zostały rozwiązane decyzją Piusa IX. W akcie nieposłuszeństwa wobec papieskiego orzeczenia Michał I przekształcił zakon w order domowy, honorowe odznaczenie nadawane za lojalność. Kwatera główna nowego orderu została umieszczona w Porto. Po jego śmierci w 1866 grupa odznaczonych rycerzy działała jeszcze nieformalnie do 1868.

### Współczesność
1980 roku, podczas renowacji budynku dawnej kwatery orderu, odnaleziono jego tajne archiwum. Według tych dokumentów przetrwał on w osobach spadkobierców Michała I. W rok później order został odnowiony jako tajna organizacja przez grupę Portugalczyków. W połowie lat 80. dowiedział się o tym książę Duarte Pio i był zaskoczony tym, że w jego najbliższym otoczeniu znajduje się tak wielu jego członków. Nie zgodził się jednak na akceptację prawną zgromadzenia i zawiesił całą ich działalność. Na początku lat 90. książę powołał specjalną komisję w celu odnowienia statutu orderu, na której czele postawił swojego brata Michała, księcia Viseu. W 2001 nastąpiło podpisanie nowego statutu orderu, wraz z potwierdzeniem poprzednich statutów z lat 1630, 1848 i 1981, przez księcia Duarte Pio.
Obecnie dzieli się na cztery klasy: Łańcuch, Krzyż Wielki, Komandor i Kawaler/Dama oraz dodatkowo Medal Zasługi.